# Paul Blobel

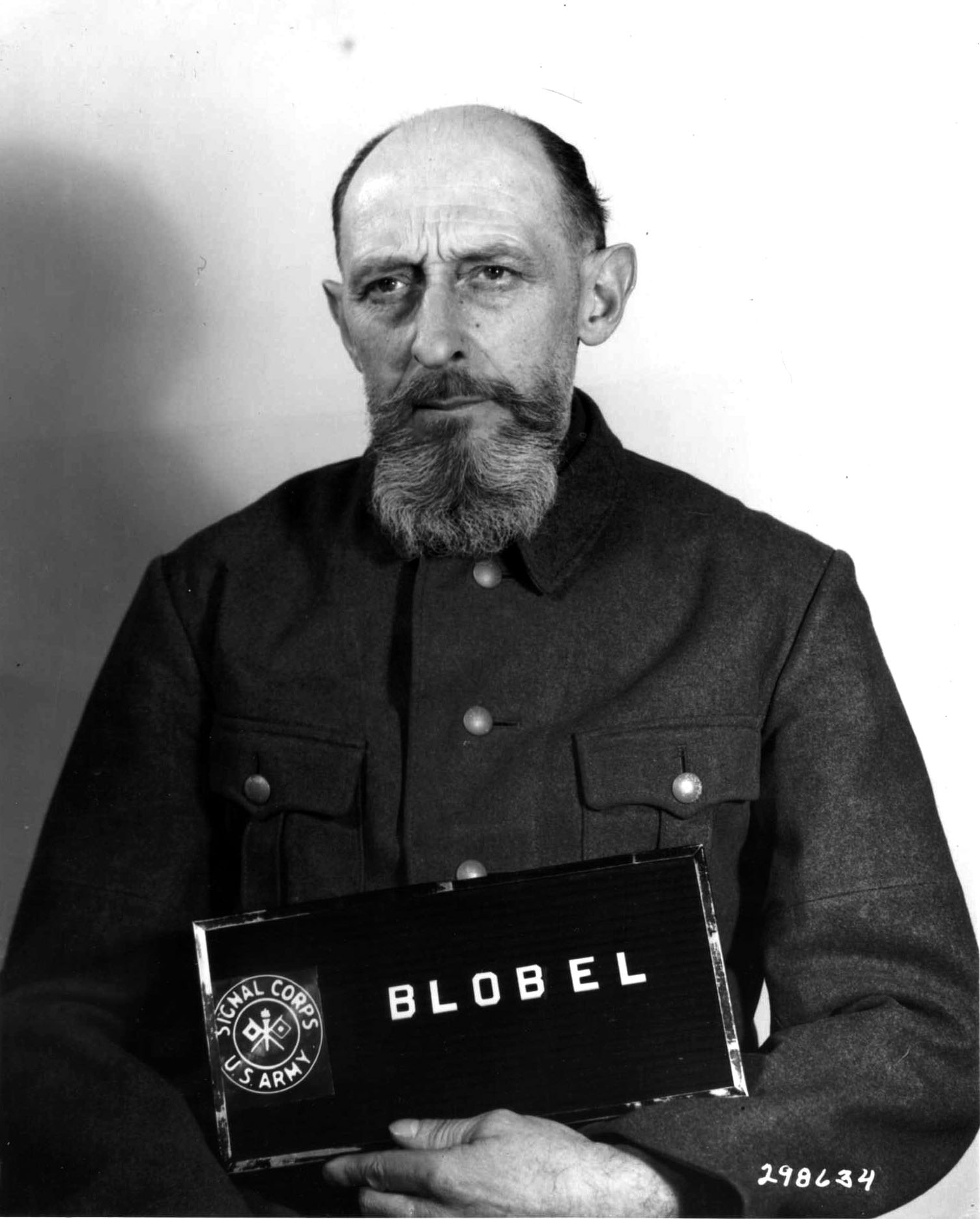
Paul Blobel (1948)

Paul Wilhelm Hermann Blobel (* 13. August 1894 in Potsdam; † 7. Juni 1951 in Landsberg am Lech) war ein deutscher SS-Offizier, der als Anführer eines SS-Sonderkommandos eine führende Rolle bei den vorsätzlich geplanten und systematisch ausgeführten Massenerschießungen sowjetischer Juden in der Ukraine einnahm. Blobel leitete unter anderem das Massaker von Babyn Jar, bei dem seine Truppe im September 1941 in nur zwei Tagen fast 34.000 Juden ermordete. Als Führer des Sonderkommandos 1005 war er später zentral am Versuch der Vertuschung solcher Verbrechen beteiligt. Nach dem Krieg wurde er 1948 im Einsatzgruppen-Prozess in Nürnberg zum Tode durch den Strang verurteilt und 1951 hingerichtet.

## Leben

### Herkunft und Ausbildung
Paul Blobel wuchs in Remscheid auf, wo er die Schule besuchte, und bis 1912 eine Lehre als Maurer und Zimmermann machte. Von 1912 bis 1913 studierte er Architektur an der Kgl. Preußischen Baugewerkschule zu Barmen/Elberfeld und arbeitete bis zum Ausbruch des Ersten Weltkriegs 1914 als Zimmermann. Im Ersten Weltkrieg war er Frontsoldat bei einer Pioniereinheit. Bei Kriegsende wurde Blobel mit dem Dienstgrad Vizefeldwebel entlassen. Bis 1919 war Blobel arbeitslos und lebte wieder in Remscheid. Er setzte sein Architekturstudium an der nunmehr Staatlichen Baugewerkschule fort und beendete es im August 1920 mit einem „guten“ Zeugnis. Ab 1921 war Blobel bei verschiedenen Unternehmen angestellt; 1924 machte er sich dann als Architekt in Solingen selbstständig. Als Folge der Weltwirtschaftskrise 1929 hatte er keine Aufträge mehr und war von 1930 bis 1933 in Solingen arbeitslos gemeldet. Zum 1. Dezember 1931 trat Blobel in die NSDAP ein (Mitgliedsnummer 844.662), im Januar 1932 auch in die SS (SS-Nr. 29.100).

### Familie
Blobel heiratete 1921 und zog bei den Schwiegereltern ein. 1926 zog die gesamte Familie nach Solingen. Aus der Ehe gingen zwei Söhne hervor.

### Wirken im Nationalsozialismus
Von 1933 bis zum Frühjahr 1935 war Blobel einfacher Büroangestellter in der Stadtverwaltung von Solingen. Im Juni 1935 trat er in den SS-Sicherheitsdienst (SD) ein und machte dort schnell Karriere bis zum SD-Abschnittsführer von Düsseldorf. Im Rahmen der Novemberpogrome 1938 koordinierte er die Sicherstellung der Materialien aus zerstörten Synagogen in Solingen, Wuppertal und Remscheid.
Beim Überfall auf die Sowjetunion im Juni 1941 wurde Blobel als SS-Standartenführer zum Führer des Sonderkommandos 4a (SK 4a) der Einsatzgruppe C ernannt, die im Operationsgebiet der Heeresgruppe Süd hinter der Front eingesetzt war. Bis Januar 1942 ermordete das SK 4a entsprechend dem Auftrag an die Einsatzgruppen ca. 60.000 Menschen, darunter allein ca. 30.000 Juden am 29. und 30. September 1941 in der Schlucht von Babyn Jar bei Kiew. Blobel führte das Sk 4a bis Januar 1942. In den entsprechenden „Ereignismeldungen UdSSR“ aus diesem Zeitraum meldete die Einsatzgruppe C für das Sonderkommando 4a bzw. dessen Teilkommandos folgende Erschießungen:
- vom 22. Juni bis 29. Juli 1941 bei Schitomir: „2.531 Personen“,[5]
- vom 27. Juni bis 29. Juni 1941 bei Sokal und Lutsk: „300 Juden und 317 Kommunisten“,[6]
- im Juli oder August 1941 in Fastow: „alle Juden im Alter zwischen 12 und 60 Jahren“,[7]
- im September oder Oktober 1941 auf dem Marschweg zwischen Wirna (Вірна) und Dederow (Дедеров): „32 Zigeuner“,[8]
- am 29. und 30. September 1941 in Kiew zusammen mit dem Stab der Einsatzgruppe C und Polizeieinheiten: „33.771 Juden“,[9]
- am 8. Oktober 1941 in Jagotin: „125 Juden“,[8]
- vom 22. Juni bis 12. Oktober 1941 im Einsatzgebiet des Sonderkommandos: „mehr als 51.000 Personen“, (Summarische Meldung, die die vorher gemeldeten Opferzahlen kumuliert enthält)[10]
- am 16. Oktober 1941 1.800 Personen in Lubny,[11]
- und am 23. November 1941 in Poltawa: „1.538 Juden“.[12]

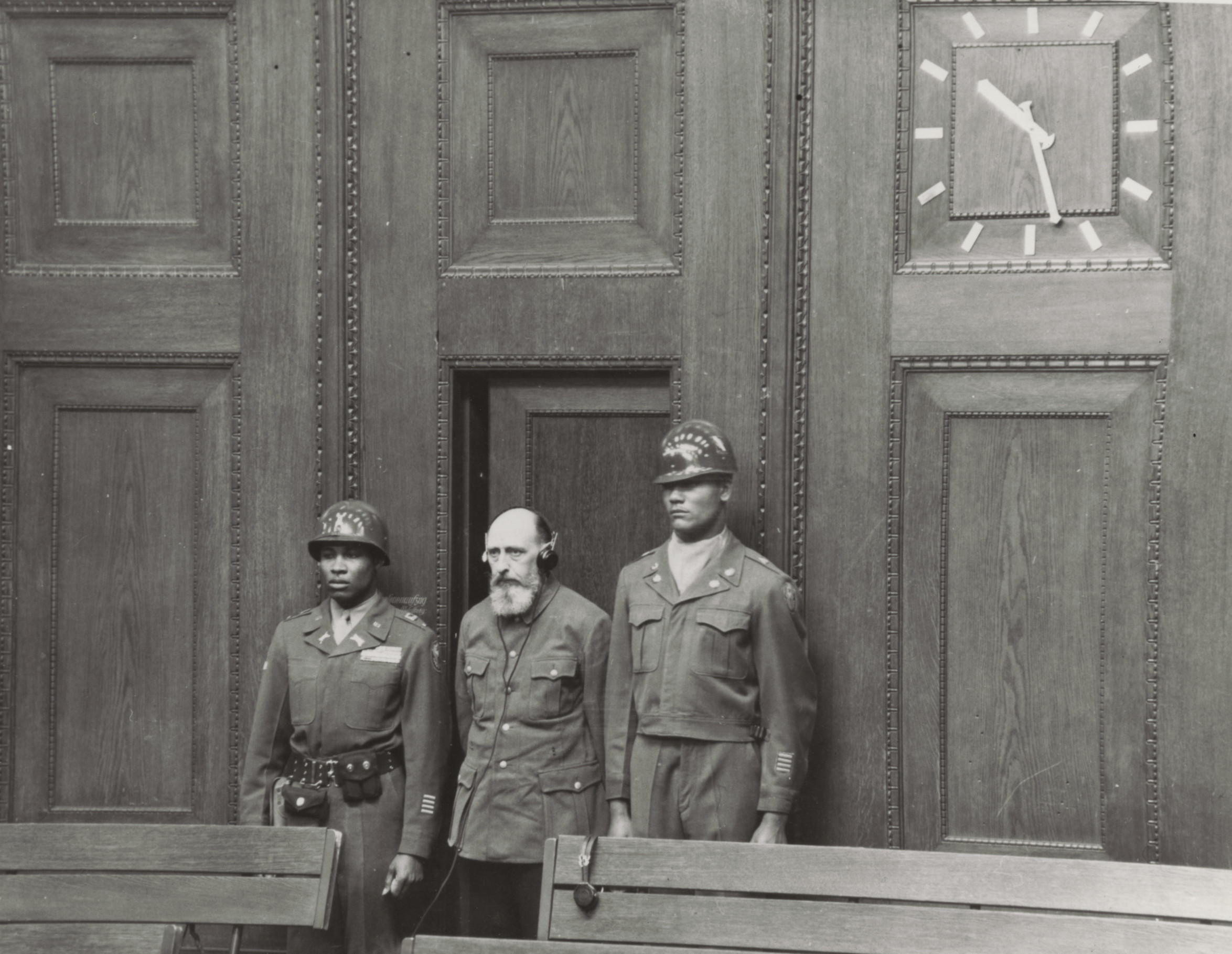
Paul Blobel bei der Verkündung seines Urteils während des Einsatzgruppen-Prozesses, 1948

Nach Ablösung als Führer des SK 4a am 13. Januar 1942 – offiziell wegen nicht näher bezeichneter gesundheitlicher Probleme, hinter denen sich sein Alkoholismus verbarg – wurde er im Juni 1942 vom Chef der Gestapo, Gruppenführer Heinrich Müller, mit der Aufgabe betraut, die Spuren der Verbrechen der Einsatzgruppen, d. h. die Massengräber, zu beseitigen. Als sein Adjutant war ab Sommer 1943 Arthur Harder (1910–1964) eingesetzt. Es handelte sich hierbei um die sogenannte Sonderaktion 1005, die auch als „Enterdungsaktion“ bezeichnet wurde. Die entsprechende Anordnung wurde nur mündlich gegeben. Jeglicher Schriftverkehr über diesen Auftrag wurde untersagt. Arbeitseinheiten mussten die Massengräber öffnen und die Leichen in Gruben und auf Scheiterhaufen verbrennen. Zu Beginn wurde erprobt, auf welche Art und Weise die Mordspuren am geeignetsten verwischt und die Identifizierung der Opfer unmöglich gemacht werden konnte. Ziel der Aktion war neben dem Verwischen von Spuren der von den SS-Einsatzgruppen begangenen Massenmorde die Eindämmung von Gesundheitsgefahren durch die massenhaft verscharrten Leichen. Dies gelang aufgrund des schnellen Vorrückens der Roten Armee nur teilweise.

### Prozess und Nachwirkung
Im Einsatzgruppen-Prozess gegen Otto Ohlendorf und andere (Fall 9 der Nürnberger Nachfolgeprozesse) wurde Blobel wegen (1) Verbrechen gegen die Menschlichkeit, (2) Kriegsverbrechen und (3) Mitgliedschaft in einer verbrecherischen Organisation angeklagt. Konkret wurde ihm die Ermordung von 60.000 Menschen unter seiner Verantwortung zwischen Juni 1941 und Januar 1942 vorgeworfen. Sein Verteidiger war Willi Heim. Zu seiner Verteidigung brachte Blobel vor, dass das Sonderkommando 4a unter seiner Führung nicht 60.000, sondern maximal 10.000 bis 15.000 Menschen erschossen habe. Zudem sei die „Hinrichtung von Agenten, Partisanen, Saboteuren, von der Spionage und Sabotage verdächtigen Elementen und solcher Personen, die das Deutsche Heer schädigten“, von der Haager Konvention gedeckt. Das Gericht folgte seinen Ausführungen nicht, sondern sprach ihn in allen drei Anklagepunkten schuldig. Das Strafmaß wurde am 10. April 1948 auf Tod durch den Strang festgesetzt. Neben Blobel wurden in dem Prozess noch 13 andere hochrangige Einsatzgruppen-Führer zum Tode verurteilt.
Am 7. Juni 1951 wurde Blobel im Kriegsverbrechergefängnis Landsberg gehängt. Der Beisetzungsort von Blobels Leichnam ist strittig. Am selben Tag wurden in Landsberg auch drei andere Verurteilte aus dem Einsatzgruppen-Prozess (Otto Ohlendorf, Erich Naumann und Werner Braune), der im Pohl-Prozess verurteilte Oswald Pohl sowie zwei Verurteilte aus den Dachauer Prozessen (Georg Schallermair und Hans-Theodor Schmidt) hingerichtet. Diese sieben Hinrichtungen waren die letzten Vollstreckungen der Todesstrafe auf dem Gebiet der Bundesrepublik Deutschland. Weitere Mittäter wurden 1968 im Callsen-Prozess zu hohen Haftstrafen verurteilt.
Der Tatsachenroman Die Wohlgesinnten des Schriftstellers Jonathan Littell aus dem Jahr 2006 verbindet eine fiktive Biographie mit verschiedenen realen Ereignissen und Personen des Holocausts – unter anderem auch die Ereignisse in Babyn Jar – mit der Person Paul Blobel. Im mehrteiligen Film Holocaust – Die Geschichte der Familie Weiss aus dem Jahr 1978 wurde Blobel von dem irischen Schauspieler Thomas Patrick McKenna gespielt, in der Serie Feuersturm und Asche wurde er von Kenneth Colley dargestellt.